# Leraje

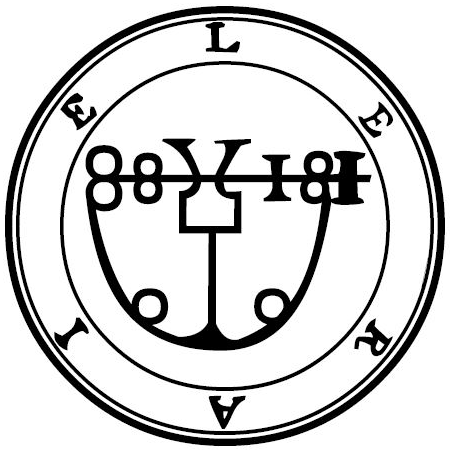
Le sceau de Leraje selon Mathers.

Leraje (Leraie, Leraikha, Leraye, Loray, Oray) est un démon issu des croyances de la goétie, science occulte de l'invocation d'entités démoniaques.
Grand Marquis des enfers, il se montre sous la forme d'un superbe archer portant un arc et des fleches. Il anime les combats, empire les blessures faites par les archers et lance les javelines les plus meurtrières. On le dit être du signe du Sagittaire. Il possède le pouvoir de répandre la gangrène sur les plaies et de gangrener le monde de grandes batailles. Classé 14e du Lemegeton et 13e du Pseudomonarchia Daemonum, il aurait trente légions démoniaques à son service,.